# Jan Hinnerk

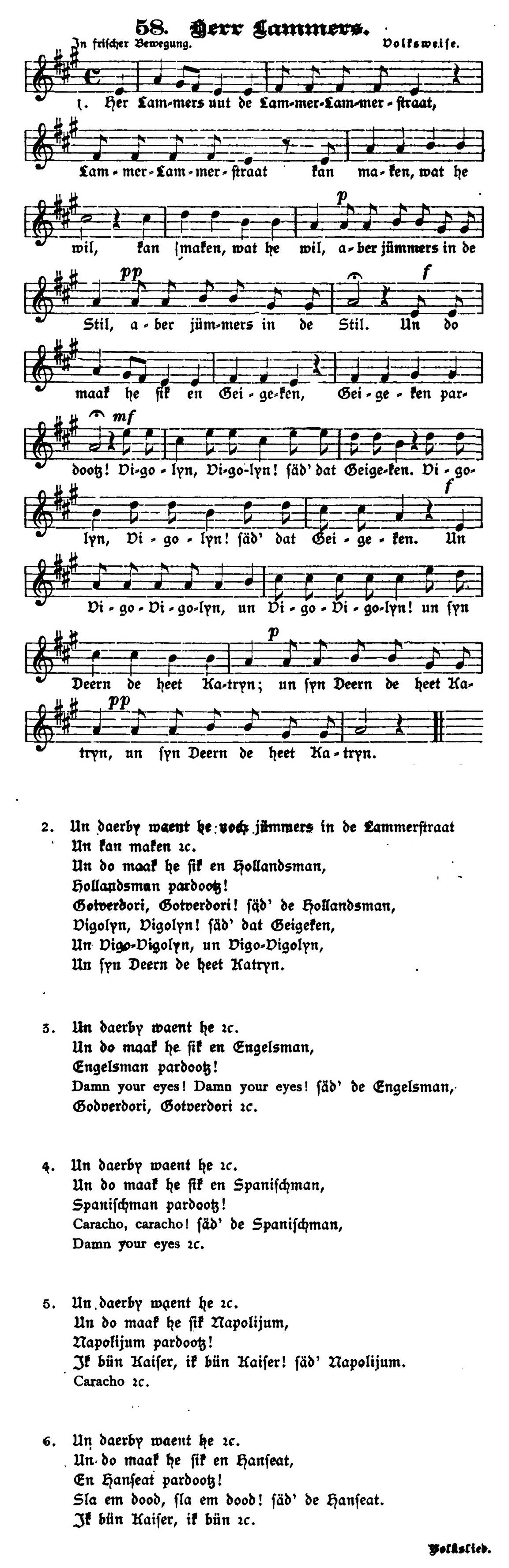
Her Lammers uut de Lammer-Lammerstraat, 1884

Jan Hinnerk is een volksliedje dat in de Franse tijd (begin 19e eeuw) in Hamburg ontstond.
Het is een protest tegen de expansiedrift van Napoleon Bonaparte.
Met Jan Hinnerk wordt, volgens sommigen, God bedoeld. De initialen JH wijzen op JHWH.
Hij woont aan de Lammerstraat, een straat die in Hamburg niet bestaat, en hiermee wordt de hemel met schapenwolken bedoeld.
Jan Hinnerk maakt een aantal mensen die allemaal iets te zeggen hebben. Allereerst Napoleon die zegt "Ick bün Kaiser", daarna mensen met diverse nationaliteiten die allemaal hun ongezouten mening hebben over die Franse keizer, zoals "Gottsverdori, Gottsverdori, sä de Hollandsmann".
Al die personen passeren in een kettingrefrein opnieuw de revue.

## Melodie
Een deel van de melodie, namelijk de melodie waarop "Ick bün Kaiser, ick bün Kaiser, sä Napoleon" wordt gezongen, is afkomstig van Le nozze di Figaro van Wolfgang Amadeus Mozart.

## Nederlandse versies
Jan Hinnerk werd ook in Nederland bekend, waarbij het Hamburgse dialect enigszins in het Nederlands vertaald werd (wat niet veel verschil maakt).
Een andere versie, die als kinderliedje populair werd, heeft Catootje in de hoofdrol. De personen uit de tijd van Napoleon zijn daarbij vervangen door andere personen en door muziekinstrumenten.
In het begin van de jaren 60 had het Cocktail Trio een parodie op Jan Hinnerk, waarin Catootje een operavoorstelling op stelten zet.
De uitgevoerde opera was - uiteraard - Le nozze di Figaro, zoals blijkt uit de tekst (er is sprake van Mozart en van Figaro) en ook uit de gebruikte melodie.
Niet alleen de melodie van "In de kerrek, in de kerrek, ha die dominee!" is (via Jan Hinnerk) uit die opera afkomstig, maar ook de melodie van "Lalala lalala lalalala, riep de Figaro toen maar van 't toneel" (die niet in Jan Hinnerk voorkomt).